# Sport-Verein Werder von 1899 2006-2007
Questa voce raccoglie le informazioni riguardanti lo Sport-Verein Werder von 1899 nelle competizioni ufficiali della stagione 2006-2007.

## Stagione
Nella stagione 2006-2007 il Werder Brema, allenato da Thomas Schaaf, concluse il campionato di Bundesliga al 3º posto. In Coppa di Germania il Werder Brema fu eliminato al primo turno dal Pirmasens. In Coppa di Lega il Werder Brema perse la finale con il Bayern Monaco. In Champions League il Werder Brema fu eliminato nella fase a gironi. In Coppa UEFA il Werder Brema fu eliminato in semifinale dall'Espanyol.

## Rosa
| N. |                      | Ruolo | Calciatore        |
| -- | -------------------- | ----- | ----------------- |
| 1  | Germania (bandiera)  | P     | Andreas Reinke    |
| 3  | Finlandia (bandiera) | D     | Petri Pasanen     |
| 4  | Brasile (bandiera)   | D     | Naldo             |
| 5  | Camerun (bandiera)   | D     | Pierre Womé       |
| 6  | Germania (bandiera)  | D     | Frank Baumann     |
| 7  | Croazia (bandiera)   | C     | Jurica Vranješ    |
| 8  | Germania (bandiera)  | D     | Clemens Fritz     |
| 9  | Svezia (bandiera)    | A     | Markus Rosenberg  |
| 10 | Brasile (bandiera)   | C     | Diego             |
| 11 | Germania (bandiera)  | A     | Miroslav Klose    |
| 14 | Germania (bandiera)  | A     | Aaron Hunt        |
| 15 | Germania (bandiera)  | D     | Patrick Owomoyela |
| 17 | Croazia (bandiera)   | A     | Ivan Klasnić      |
| 18 | Germania (bandiera)  | P     | Tim Wiese         |
| 19 | Germania (bandiera)  | C     | Jérôme Polenz     |

| N. |                       | Ruolo | Calciatore          |
| -- | --------------------- | ----- | ------------------- |
| 20 | Danimarca (bandiera)  | C     | Daniel Jensen       |
| 22 | Germania (bandiera)   | C     | Torsten Frings      |
| 23 | Portogallo (bandiera) | A     | Hugo Almeida        |
| 24 | Germania (bandiera)   | C     | Tim Borowski        |
| 25 | Germania (bandiera)   | C     | Peter Niemeyer      |
| 26 | Germania (bandiera)   | D     | Florian Mohr        |
| 27 | Germania (bandiera)   | D     | Christian Schulz    |
| 28 | Germania (bandiera)   | C     | Kevin Schindler     |
| 29 | Germania (bandiera)   | D     | Per Mertesacker     |
| 30 | Danimarca (bandiera)  | P     | Kasper Jensen       |
| 32 | Germania (bandiera)   | D     | Sebastian Schachten |
| 33 | Germania (bandiera)   | P     | Christian Vander    |
| 34 | Austria (bandiera)    | A     | Martin Harnik       |
| 37 | Brasile (bandiera)    | C     | Thiago Rockenbach   |
| 38 | Portogallo (bandiera) | C     | Amaury Bischoff     |

## Organigramma societario
Area tecnica
- Allenatore: Thomas Schaaf
- Allenatore in seconda: Matthias Hönerbach, Wolfgang Rolff
- Preparatore dei portieri: Michael Kraft
- Preparatori atletici: Jens Beulke

## Calciomercato

### Sessione estiva
| Acquisti | Acquisti        | Acquisti         | Acquisti |
| R.       | Nome            | da               | Modalità |
| -------- | --------------- | ---------------- | -------- |
| D        | Per Mertesacker | Hannover 96      |          |
| C        | Diego           | Porto            |          |
| D        | Clemens Fritz   | Bayer Leverkusen |          |
| A        | Martin Harnik   | Werder Brema II  |          |
| A        | Hugo Almeida    | Porto            |          |
| D        | Pierre Womé     | Inter            |          |
| A        | Mohamed Zidan   | Magonza          |          |

| Cessioni | Cessioni            | Cessioni               | Cessioni |
| R.       | Nome                | da                     | Modalità |
| -------- | ------------------- | ---------------------- | -------- |
| D        | Frank Fahrenhorst   | Hannover 96            |          |
| D        | Francis Banecki     | Eintracht Braunschweig |          |
| C        | Pekka Lagerblom     | Colonia                |          |
| C        | Johan Micoud        | Bordeaux               |          |
| A        | Marco Stier         | Bayern Monaco II       |          |
| A        | Nelson Haedo Valdez | Borussia Dortmund      |          |
| D        | Jelle Van Damme     | Anderlecht             |          |
| D        | Benjamin Venekamp   | Kickers Emden          |          |

### Sessione invernale
| Acquisti | Acquisti         | Acquisti | Acquisti |
| R.       | Nome             | da       | Modalità |
| -------- | ---------------- | -------- | -------- |
| A        | Markus Rosenberg | Ajax     |          |
| C        | Peter Niemeyer   | Twente   |          |

| Cessioni | Cessioni       | Cessioni | Cessioni |
| R.       | Nome           | da       | Modalità |
| -------- | -------------- | -------- | -------- |
| A        | Mohamed Zidan  | Magonza  |          |
| C        | Leon Andreasen | Magonza  |          |

## Risultati

### Bundesliga

#### Girone di andata
| Arbitro: | Wack |

|                           |           |                                            |
| Štajner 40’ Hashemian 67’ | Marcatori | 20’ Diego 79’ Almeida 85’ Klose 90’ Jensen |

| Arbitro: | Stark |

|                       |           |                   |
| Klose 26’ Almeida 77’ | Marcatori | 15’ (rig.) Freier |

| Arbitro: | Kircher |

|                         |           |  |
| Kurányi 7’ Altıntop 72’ | Marcatori |  |

| Arbitro: | Merk |

|                             |           |                                 |
| Hilbert 4’ (aut.) Zidan 33’ | Marcatori | 38’ Hilbert 58’ Pardo 87’ Gómez |

| Arbitro: | Stark |

|               |           |              |
| Reinhardt 68’ | Marcatori | 58’ Borowski |

| Arbitro: | Meyer |

|                               |           |  |
| Hunt 33’ Schulz 35’ Diego 38’ | Marcatori |  |

| Arbitro: | Weiner |

|  |           |                                                              |
|  | Marcatori | 7’ Hunt 60’ Schulz 75’ Vranješ 77’ Diego 88’ Fritz 90’ Naldo |

| Arbitro: | Fandel |

|                                     |           |            |
| Diego 11’ Womé 34’ Lúcio 62’ (aut.) | Marcatori | 37’ Makaay |

| Arbitro: | Kinhöfer |

|              |           |                                                  |
| Azaouagh 74’ | Marcatori | 14’, 21’ Klose 20’, 75’ Hunt 80’ Naldo 89’ Diego |

| Arbitro: | Rafati |

|             |           |           |
| Klasnić 76’ | Marcatori | 49’ Kioyo |

| Arbitro: | Gräfe |

|                    |           |                      |
| Banović 90’ (rig.) | Marcatori | 32’ Frings 79’ Diego |

| Arbitro: | Wack |

|           |           |                                     |
| Klose 29’ | Marcatori | 7’ Frei 53’ Tinga 85’ (rig.) Kruska |

| Arbitro: | Merk |

|                            |           |                           |
| Rösler 34’ Schlaudraff 68’ | Marcatori | 48’ Mertesacker 79’ Klose |

| Arbitro: | Drees |

|                         |           |  |
| Klose 29’, 45’ Hunt 75’ | Marcatori |  |

| Arbitro: | Fandel |

|                                 |           |             |
| Diego 24’ (rig.) Klose 32’, 40’ | Marcatori | 25’ Šimunić |

| Arbitro: | Kinhöfer |

|                       |           |                                                     |
| Russ 4’ Kyrgiakos 81’ | Marcatori | 3’, 31’, 48’ Naldo 11’ Jensen 86’ Vranješ 90’ Diego |

| Arbitro: | Stark |

|                      |           |            |
| Jensen 17’ Naldo 86’ | Marcatori | 41’ Boakye |

#### Girone di ritorno
| Arbitro: | Merk |

|                                         |           |  |
| Borowski 5’ Almeida 67’ Mertesacker 74’ | Marcatori |  |

| Arbitro: | Wagner |

|  |           |                       |
|  | Marcatori | 15’ Klose 78’ Almeida |

| Arbitro: | Fandel |

|  |           |                      |
|  | Marcatori | 20’, 73’ Løvenkrands |

| Arbitro: | Gräfe |

|                                              |           |           |
| Hilbert 3’ Gómez 15’ Magnin 33’ Streller 86’ | Marcatori | 21’ Diego |

| Arbitro: | Kircher |

|  |           |                               |
|  | Marcatori | 42’ (rig.), 87’ van der Vaart |

| Arbitro: | Fleischer |

|                       |           |                      |
| Delura 17’ Rafael 90’ | Marcatori | 11’ Womé 84’ Vranješ |

| Arbitro: | Wagner |

|                    |           |  |
| Hunt 25’, 73’, 76’ | Marcatori |  |

| Arbitro: | Merk |

|             |           |               |
| Podolski 7’ | Marcatori | 66’ Rosenberg |

| Arbitro: | Kinhöfer |

|                       |           |  |
| Vranješ 60’ Diego 90’ | Marcatori |  |

| Cottbus 31 marzo 2007, ore 15:30 CEST 27ª giornata | Energie Cottbus | 0 – 0 referto | Werder Brema | Stadion der Freundschaft (20 344 spett.)\| Arbitro: \| Kircher \| |
| Arbitro:                                           | Kircher         |               |              |                                                                   |

| Arbitro: | Weiner |

|               |           |  |
| Rosenberg 75’ | Marcatori |  |

| Arbitro: | Meyer |

|  |           |                     |
|  | Marcatori | 28’ Klose 39’ Diego |

| Arbitro: | Fleischer |

|                                    |           |          |
| Jensen 50’ Rosenberg 55’ Diego 90’ | Marcatori | 2’ Pinto |

| Arbitro: | Weiner |

|                                      |           |                       |
| Westermann 30’ Kamper 61’ Eigler 79’ | Marcatori | 59’ Klose 74’ Almeida |

| Arbitro: | Fandel |

|              |           |                                   |
| Gilberto 61’ | Marcatori | 19’, 50’, 82’ Rosenberg 60’ Diego |

| Arbitro: | Merk |

|          |           |                                 |
| Hunt 34’ | Marcatori | 13’ Amanatidīs 69’ (aut.) Naldo |

| Arbitro: | Sippel |

|  |           |                    |
|  | Marcatori | 54’, 87’ Rosenberg |

### Coppa di Germania
| Arbitro: | Schalk |

|                                              |                      |                              |
| Zellner 64’                                  | Marcatori            | 83’ Klasnić                  |
| Hildebrandt Schaufler Reich Zellner Carvalho | Tiri di rigore 4 – 2 | Klasnić Pasanen Almeida Womé |

### Coppa di Lega
| Arbitro: | Kinhöfer |

|                      |           |            |
| Zidan 50’ Frings 82’ | Marcatori | 70’ Sanogo |

| Arbitro: | Gräfe |

|                  |           |  |
| Klasnić 29’, 66’ | Marcatori |  |

### Champions League

#### Fase a gironi
| Arbitro: | Vassaras |

|                               |           |  |
| Essien 24’ Ballack 68’ (rig.) | Marcatori |  |

| Arbitro: | Rosetti |

|                  |           |           |
| Puyol 56’ (aut.) | Marcatori | 89’ Messi |

| Arbitro: | Allaerts |

|                     |           |  |
| Naldo 45’ Diego 73’ | Marcatori |  |

| Arbitro: | Trefoloni |

|  |           |                                            |
|  | Marcatori | 33’ (aut.) Mihajlov 35’ Baumann 37’ Frings |

| Arbitro: | Micheľ |

|                 |           |  |
| Mertesacker 27’ | Marcatori |  |

| Arbitro: | Busacca |

|                               |           |  |
| Ronaldinho 13’ Guðjohnsen 18’ | Marcatori |  |

### Coppa UEFA
| Arbitro: | Batista |

|                                      |           |  |
| Mertesacker 48’ Naldo 54’ Frings 71’ | Marcatori |  |

| Arbitro: | Webb |

|                                     |           |             |
| Leonardo 3’ Huntelaar 60’ Babel 74’ | Marcatori | 13’ Almeida |

| Arbitro: | Malek |

|  |           |             |
|  | Marcatori | 84’ Almeida |

| Arbitro: | Farina |

|                       |           |  |
| Almeida 48’ Fritz 61’ | Marcatori |  |

| Alkmaar 5 aprile 2007, ore 20:45 CEST Quarti di finale | AZ Alkmaar  | 0 – 0 referto | Werder Brema | DSB-Stadion (16 401 spett.)\| Arbitro: \| Benquerença \| |
| Arbitro:                                               | Benquerença |               |              |                                                          |

| Arbitro: | Riley |

|                                       |           |             |
| Borowski 16’ Klose 36’, 62’ Diego 82’ | Marcatori | 32’ Dembélé |

| Arbitro: | Øvrebø |

|                                   |           |  |
| Hurtado 20’ Pandiani 50’ Coro 88’ | Marcatori |  |

| Arbitro: | Layec |

|            |           |                     |
| Almeida 4’ | Marcatori | 50’ Coro 60’ Lacruz |

## Statistiche

### Statistiche di squadra
| Competizione      | Punti | In casa | In casa | In casa | In casa | In casa | In casa | In trasferta | In trasferta | In trasferta | In trasferta | In trasferta | In trasferta | Totale | Totale | Totale | Totale | Totale | Totale | DR  |
| Competizione      | Punti | G       | V       | N       | P       | Gf      | Gs      | G            | V            | N            | P            | Gf           | Gs           | G      | V      | N      | P      | Gf     | Gs     | DR  |
| ----------------- | ----- | ------- | ------- | ------- | ------- | ------- | ------- | ------------ | ------------ | ------------ | ------------ | ------------ | ------------ | ------ | ------ | ------ | ------ | ------ | ------ | --- |
| Bundesliga        | 66    | 17      | 11      | 1       | 5       | 33      | 18      | 17           | 9            | 5            | 3            | 43           | 22           | 34     | 20     | 6      | 8      | 76     | 40     | +36 |
| Coppa di Germania | -     | 0       | 0       | 0       | 0       | 0       | 0       | 1            | 0            | 1            | 0            | 1            | 1            | 1      | 0      | 1      | 0      | 1      | 1      | 0   |
| Coppa di Lega     | -     | 2       | 2       | 0       | 0       | 4       | 1       | 0            | 0            | 0            | 0            | 0            | 0            | 2      | 2      | 0      | 0      | 4      | 1      | +3  |
| Champions League  | -     | 3       | 2       | 1       | 0       | 4       | 1       | 3            | 1            | 0            | 2            | 3            | 4            | 6      | 3      | 1      | 2      | 7      | 5      | +2  |
| Coppa UEFA        | -     | 4       | 3       | 0       | 1       | 10      | 3       | 4            | 1            | 1            | 2            | 2            | 6            | 8      | 4      | 1      | 3      | 12     | 9      | +3  |
| Totale            | 66    | 26      | 18      | 2       | 6       | 51      | 23      | 25           | 11           | 7            | 7            | 49           | 33           | 51     | 29     | 9      | 13     | 100    | 56     | +44 |

### Andamento in campionato
| Giornata  | 1 | 2 | 3 | 4 | 5 | 6 | 7 | 8 | 9 | 10 | 11 | 12 | 13 | 14 | 15 | 16 | 17 | 18 | 19 | 20 | 21 | 22 | 23 | 24 | 25 | 26 | 27 | 28 | 29 | 30 | 31 | 32 | 33 | 34 |
| --------- | - | - | - | - | - | - | - | - | - | -- | -- | -- | -- | -- | -- | -- | -- | -- | -- | -- | -- | -- | -- | -- | -- | -- | -- | -- | -- | -- | -- | -- | -- | -- |
| Luogo     | T | C | T | C | T | C | T | C | T | C  | T  | C  | T  | C  | C  | T  | C  | C  | T  | C  | T  | C  | T  | C  | T  | C  | T  | C  | T  | C  | T  | T  | C  | T  |
| Risultato | V | V | P | P | N | V | V | V | V | N  | V  | P  | N  | V  | V  | V  | V  | V  | V  | P  | P  | P  | N  | V  | N  | V  | N  | V  | V  | V  | P  | V  | P  | V  |
| Posizione | 3 | 2 | 5 | 9 | 8 | 3 | 1 | 1 | 1 | 1  | 1  | 2  | 2  | 2  | 1  | 1  | 1  | 1  | 1  | 2  | 2  | 3  | 3  | 2  | 2  | 2  | 2  | 2  | 2  | 2  | 3  | 3  | 3  | 3  |

Legenda:

Luogo: C = Casa; T = Trasferta. Risultato: V = Vittoria; N = Pareggio; P = Sconfitta.

### Statistiche dei giocatori
| Giocatore      | Bundesliga | Bundesliga | Bundesliga  | Bundesliga | Coppa di Germania | Coppa di Germania | Coppa di Germania | Coppa di Germania | Coppa di Lega | Coppa di Lega | Coppa di Lega | Coppa di Lega | Champions League | Champions League | Champions League | Champions League | Totale   | Totale | Totale      | Totale     |
| Giocatore      | Presenze   | Reti       | Ammonizioni | Espulsioni | Presenze          | Reti              | Ammonizioni       | Espulsioni        | Presenze      | Reti          | Ammonizioni   | Espulsioni    | Presenze         | Reti             | Ammonizioni      | Espulsioni       | Presenze | Reti   | Ammonizioni | Espulsioni |
| -------------- | ---------- | ---------- | ----------- | ---------- | ----------------- | ----------------- | ----------------- | ----------------- | ------------- | ------------- | ------------- | ------------- | ---------------- | ---------------- | ---------------- | ---------------- | -------- | ------ | ----------- | ---------- |
| H. Almeida     | 28         | 5          | 6           | 0          | 1                 | 0                 | 0                 | 0                 | 0             | 0             | 0             | 0             | 4                | 0                | 0                | 0                | 33       | 5      | 6           | 0          |
| L. Andreasen   | 4          | 0          | 0           | 0          | 0                 | 0                 | 0                 | 0                 | 1             | 0             | 0             | 0             | 2                | 0                | 0                | 0                | 7        | 0      | 0           | 0          |
| F. Baumann     | 17         | 0          | 0           | 0          | 1                 | 0                 | 0                 | 1                 | 1             | 0             | 0             | 0             | 3                | 1                | 3                | 0                | 22       | 1      | 3           | 1          |
| A. Bischoff    | 0          | 0          | 0           | 0          | 0                 | 0                 | 0                 | 0                 | 0             | 0             | 0             | 0             | 0                | 0                | 0                | 0                | 0        | 0      | 0           | 0          |
| T. Borowski    | 17         | 2          | 3           | 0          | 0                 | 0                 | 0                 | 0                 | 1             | 0             | 0             | 0             | 4                | 0                | 1                | 0                | 22       | 2      | 4           | 0          |
| D. Diego       | 33         | 13         | 9           | 0          | 1                 | 0                 | 0                 | 0                 | 2             | 0             | 1             | 0             | 6                | 1                | 1                | 0                | 42       | 14     | 11          | 0          |
| F. Fahrenhorst | 0          | 0          | 0           | 0          | 0                 | 0                 | 0                 | 0                 | 2             | 0             | 0             | 0             | 0                | 0                | 0                | 0                | 2        | 0      | 0           | 0          |
| T. Frings      | 33         | 1          | 10          | 0          | 0                 | 0                 | 0                 | 0                 | 2             | 1             | 1             | 0             | 6                | 1                | 2                | 0                | 41       | 3      | 13          | 0          |
| C. Fritz       | 32         | 1          | 9           | 0          | 0                 | 0                 | 0                 | 0                 | 1             | 0             | 0             | 0             | 6                | 0                | 1                | 0                | 39       | 1      | 10          | 0          |
| M. Harnik      | 0          | 0          | 0           | 0          | 0                 | 0                 | 0                 | 0                 | 0             | 0             | 0             | 0             | 0                | 0                | 0                | 0                | 0        | 0      | 0           | 0          |
| A. Hunt        | 28         | 9          | 6           | 0          | 1                 | 0                 | 0                 | 0                 | 1             | 0             | 0             | 0             | 5                | 0                | 0                | 0                | 35       | 9      | 6           | 0          |
| D. Jensen      | 23         | 4          | 3           | 0          | 1                 | 0                 | 1                 | 0                 | 2             | 0             | 0             | 0             | 2                | 0                | 0                | 0                | 28       | 4      | 4           | 0          |
| K. Jensen      | 0          | 0          | 0           | 0          | 0                 | 0                 | 0                 | 0                 | 0             | 0             | 0             | 0             | 0                | 0                | 0                | 0                | 0        | 0      | 0           | 0          |
| I. Klasnić     | 12         | 1          | 0           | 0          | 1                 | 1                 | 0                 | 0                 | 2             | 2             | 0             | 0             | 6                | 0                | 0                | 0                | 21       | 4      | 0           | 0          |
| M. Klose       | 31         | 13         | 0           | 0          | 1                 | 0                 | 0                 | 0                 | 2             | 0             | 0             | 0             | 6                | 0                | 0                | 0                | 40       | 13     | 0           | 0          |
| P. Mertesacker | 25         | 2          | 2           | 0          | 0                 | 0                 | 0                 | 0                 | 0             | 0             | 0             | 0             | 5                | 1                | 0                | 0                | 30       | 3      | 2           | 0          |
| F. Mohr        | 0          | 0          | 0           | 0          | 0                 | 0                 | 0                 | 0                 | 0             | 0             | 0             | 0             | 0                | 0                | 0                | 0                | 0        | 0      | 0           | 0          |
| N. Naldo       | 32         | 6          | 5           | 0          | 1                 | 0                 | 0                 | 0                 | 2             | 0             | 0             | 0             | 6                | 1                | 1                | 0                | 41       | 7      | 6           | 0          |
| P. Niemeyer    | 3          | 0          | 0           | 0          | 0                 | 0                 | 0                 | 0                 | 0             | 0             | 0             | 0             | 0                | 0                | 0                | 0                | 3        | 0      | 0           | 0          |
| P. Owomoyela   | 9          | 0          | 1           | 0          | 1                 | 0                 | 0                 | 0                 | 1             | 0             | 0             | 0             | 1                | 0                | 0                | 0                | 12       | 0      | 1           | 0          |
| P. Pasanen     | 17         | 0          | 3           | 0          | 1                 | 0                 | 1                 | 0                 | 0             | 0             | 0             | 0             | 2                | 0                | 0                | 0                | 20       | 0      | 4           | 0          |
| J. Polenz      | 0          | 0          | 0           | 0          | 0                 | 0                 | 0                 | 0                 | 0             | 0             | 0             | 0             | 0                | 0                | 0                | 0                | 0        | 0      | 0           | 0          |
| A. Reinke      | 3          | 0          | 0           | 0          | 1                 | 0                 | 0                 | 0                 | 1             | 0             | 0             | 0             | 1                | 0                | 0                | 0                | 6        | 0      | 0           | 0          |
| T. Rockenbach  | 0          | 0          | 0           | 0          | 0                 | 0                 | 0                 | 0                 | 0             | 0             | 0             | 0             | 0                | 0                | 0                | 0                | 0        | 0      | 0           | 0          |
| M. Rosenberg   | 14         | 8          | 0           | 0          | 0                 | 0                 | 0                 | 0                 | 0             | 0             | 0             | 0             | 0                | 0                | 0                | 0                | 14       | 8      | 0           | 0          |
| S. Schachten   | 0          | 0          | 0           | 0          | 0                 | 0                 | 0                 | 0                 | 0             | 0             | 0             | 0             | 0                | 0                | 0                | 0                | 0        | 0      | 0           | 0          |
| K. Schindler   | 1          | 0          | 0           | 0          | 0                 | 0                 | 0                 | 0                 | 0             | 0             | 0             | 0             | 0                | 0                | 0                | 0                | 1        | 0      | 0           | 0          |
| C. Schulz      | 19         | 2          | 0           | 0          | 1                 | 0                 | 0                 | 0                 | 2             | 0             | 0             | 0             | 3                | 0                | 0                | 0                | 25       | 2      | 0           | 0          |
| C. Vander      | 0          | 0          | 0           | 0          | 0                 | 0                 | 0                 | 0                 | 0             | 0             | 0             | 0             | 0                | 0                | 0                | 0                | 0        | 0      | 0           | 0          |
| J. Vranješ     | 25         | 4          | 2           | 0          | 0                 | 0                 | 0                 | 0                 | 1             | 0             | 0             | 0             | 2                | 0                | 1                | 0                | 28       | 4      | 3           | 0          |
| T. Wiese       | 31         | 0          | 0           | 0          | 0                 | 0                 | 0                 | 0                 | 1             | 0             | 0             | 0             | 5                | 0                | 0                | 0                | 37       | 0      | 0           | 0          |
| P. Womé        | 28         | 2          | 6           | 0          | 1                 | 0                 | 0                 | 0                 | 2             | 0             | 1             | 0             | 5                | 0                | 2                | 0                | 36       | 2      | 9           | 0          |
| M. Zidan       | 5          | 1          | 0           | 0          | 1                 | 0                 | 1                 | 0                 | 1             | 1             | 0             | 0             | 1                | 0                | 0                | 0                | 8        | 2      | 1           | 0          |